# 양현민
양현민(1981년 11월 16일 ~ )는 대한민국의 배우이다.

## 학력
- 백제예술대학 방송연예과

## 출연작

### 드라마
- 《열혈사제 2》 (SBS, 2024년) - 박대장 역
- 《놀아주는 여자》 (JTBC, 2024년) - 곽재수 역
- 《닭강정》 (Netflix, 2023년) - 배달 역 (우정출연)
- 《연인》 (MBC, 2023년) - 표언겸 역
- 《조선 변호사》 (MBC, 2023년) - 표 씨 역
- 《오늘의 웹툰》 (SBS, 2022년) - 권영배 역
- 《우월한 하루》 (OCN, 2022년) - 주 실장 역
- 《홍천기》 (SBS, 2021년) - 정쇤네 역
- 《보쌈 - 운명을 훔치다》(MBN, 2021년) - 김자점 역
- 《암행어사: 조선비밀수사단》(KBS2, 2020년) - 사또 역
- 《모범형사》(JTBC, 2020년) - 남국현 역
- 《더 킹 : 영원의 군주》 (SBS, 2020년) - 건달 역
- 《더 게임: 0시를 향하여》(MBC, 2020년) - 오성민 역 (특별출연)
- 《99억의 여자》 (KBS2, 2019년) - 김도학 역
- 《유령을 잡아라》 (tvN, 2019년) - 금식 역 (3회)
- 《날 녹여주오》 (tvN, 2019년) - 동찬과 미란을 납치한 납치범 역 (특별출연)
- 《나의 나라》(JTBC, 2019년)
- 《황금정원》(MBC, 2019년) - 장순동 역 (특별출연)
- 《저스티스》 (KBS2, 2019년) - 장치수 역
- 《tvN 드라마 스테이지 - 박대리의 은밀한 사생활》 (tvN, 2017년)
- 《아르곤》 (tvN, 2017년) - 양호중 역
- 《빙구》 (MBC, 2017년) - 양과장 역
- 《낭만닥터 김사부》 (SBS, 2016년) - 환자아들 역
- 《긍정이 체질》 (NAVER캐스트, 2016년) - 방혜정 기획사대표 역
- 《KBS 드라마 스페셜 - 한 여름의 꿈》 (KBS2, 2016년) - 김사장 역
- 《몬스터》 (MBC, 2016년) - 박형사 역
- 《육룡이 나르샤》(SBS, 2015년) - 양촌 권근 역
- 《미세스 캅》 (SBS, 2015년) - 이진수 역
- 《프로듀사》 (KBS2, 2015년) - 하니 매니저 역
- 《썸남썸녀》 (DAUM, 2014년) - 게이1 역
- 《출출한 여자》 (NAVER, 옴니버스, 2013년) - 술집주인 역 (우정출연)
- 《상속자들》 (SBS, 2013년) - 호텔 매니저 역
- 《아내의 유혹》 (SBS, 2008년) - 깡패 역
- 《연개소문》 (SBS, 2006년)
- 《서동요》 (SBS, 2005년)

### 영화
- 《말이야 바른 말이지》 (2023년)
- 《드림》 (2023년) - 전문수 역
- 《방법: 재차의》 (2021년) - 라디오 DJ 역 (우정출연)
- 《대무가: 한과 흥》 (2020년)
- 《오케이! 마담》 (2020년) - 국정원 요원 1 역
- 《봉오동 전투》 (2019년) - 아가리 역
- 《극한직업극한직업》 (2019년) - 홍상필 역 (본작의 서브 빌런) (첫 천만영화)
- 《공작》 (2018년) - 보위부요원 2 역
- 《박화영》 (2018년) - 경찰 2 역
- 《홈》 (2018년) - 분식집 아저씨 역
- 《레슬러》 (2018년) - 전국체전 해설위원 역
- 《챔피언》 (2018년) - 유창수 역
- 《바람 바람 바람》 (2018년) - 범수 역
- 《불한당: 나쁜 놈들의 세상》 (2017년) - 조사관 역
- 《그물》 (2016년) - 북한군인 1 역
- 《스물》 (2015년) - 소중 역 (소소반점 사장)
- 《힘내세요, 병헌씨》 (2013년) - 범수 역

### 연극
- 《룸넘버13》  - 조지 역
- 《보고싶습니다》 - 독희 역
- 《프렌즈》 - 필립 역
- 《여친헤방 시즌3》 - 대협 역
- 《룸넘버13》 - 조지 역
- 《휴먼 코메디》 - 할아버지 형사 댄서 역
- 《로즈마리》 - 준하 역
- 《미라클》
- 《남자충동》
- 《러브스토리》
- 《해피투게더》

### 뮤지컬
- 《내래 조선에서 왔습니다》외 다수